# Attack Attack!
Attack Attack! es una banda estadounidense de metalcore formada en Ohio el año 2005. La banda ha lanzados tres álbumes de estudio con Rise Records, su primer álbum, Someday Came Suddenly en noviembre de 2008, su segundo álbum homónimo en junio del 2010 y su tercer álbum This Means War publicado el 17 de enero de 2012.
Aunque las canciones de la banda contienen citas cristianas, no todos los miembros siguen la religión, como tal, no se consideran una banda cristiana.
La banda se reunió en octubre de 2020.

## Historia

### Inicios ySomeday Came Suddenly(2005-2008)
Attack Attack! se formó en el año 2005, por Austin Carlile, Ricky Lortz, Andrew Whiting, Nick White y Andrew Wetzel. En el año 2007, la banda grabó los temas On the Porch, Poison Sumac Body Wrap y Dr. Shavargo, con la integración del teclista Caleb Shomo y el vocalista Johnny Franck (en reemplazo de Lortz) la banda graba Stick Stickly, The People's Elbow, Dr. Shavargo Pt. 2, Party Foul, What Happens If I Can't Check My MySpace When We Get There? y If Guns Are Outlawed..., las canciones grabadas fueron agregadas al EP If Guns Are Outlawed, Can We Use Swords?.
En julio de 2008 firmaron un contrato con Rise Records. El 11 de noviembre su álbum debut, Someday Came Suddenly, el cual llegó al #25 en el Billboard Independent Albums y al #193 en el Billboard 200, obtuvo 3.600 copias en su primera semana de copias vendidas, siendo mediocre y teniendo críticas negativas.

### Salida de Carlile y entrada de Barham (2008-2009)
Más tarde, de gira con Maylene and the Sons of Disaster, Austin Carlile fue despedido por el grupo debido a diferencias personales. Carlile fue reemplazado por Nick Barham (antiguo vocalista de For All We Know). 
En el año 2009, Fearless Records lanzó Punk Goes Pop 2, versionando el tema I Kissed a Girl de Katy Perry, aunque la canción cuenta con los gritos de Carlile. A inicios del 2009, Attack Attack! realizó una gira con Escape the Fate, William Control, Black Tide y Burn Halo, luego participaron en el Warped Tour anual. En ese tiempo, la banda anunció su integración a la organización no-lucrativa Music Saves Lives donde se dona sangre.

### Salida de Barham (2009-2010)
Para la canción Stick Stickly se grabaron dos videos producidos por la compañía DecembersEdge. El 4 de junio de 2009 fue lanzado en las página de Rise Records en MySpace y Vimeo. Los videos consiguieron bastantes malas críticas, incluso del diario inglés The Guardian. La banda también tiene un video "en vivo" de la canción "Dr. Shavargo Pt. 3". El 25 de agosto, fue lanzado el video de la canción Dr. Shavargo Pt. 3, donde la banda presenta la canción en vivo. El 9 de septiembre, The Peoples Elbow se lanzó sólo como sencillo, ya que jamás se grabó un video para esta.
El 19 de octubre de 2009, el vocalista Nick Barham anunció su partida de Attack Attack!. Dijo en su blog en MySpace que Fue el tiempo justo para el cambio, y que no había ningún conflicto entre él y los demás miembros del grupo. Para no buscar un nuevo vocalista, la banda decidió que Shomo fuese vocalista.

### Álbum homónimo y salida de Franck (2009-2013)
A finales de 2009, Attack Attack!, partió de gira con I Set My Friends On Fire, Miss May I, Our Last Night y The Color Morale, como parte del tour "Shred Til You're Dead", donde cantaron un nuevo tema, Sexual Man Chocolate, el que fue lanzado en su siguiente álbum. El 25 de noviembre, Andrew Whiting anunció que la banda comenzaría a grabar un nuevo álbum. A principios de 2010, la banda participó en "Artery Across the Nation Tour" con Asking Alexandria, I See Stars, Breathe Carolina y Bury Tomorrow, donde interpretaron dos nuevas canciones, AC-130, Renob, Nevada y A For Andrew.
Shazam! sería lanzado el 30 de mayo, pero debido a problemas de copyright con el nombre de este, el álbum fue lanzado homónimo, Attack Attack! se lanzó el 8 de junio. La banda participó en el Warped Tour del 2010, luego se embarcó en el This Is a Family Tour en noviembre.
El 11 de noviembre, Johnny Franck anunció su salida de la banda. Él ha empezado un nuevo proyecto llamado The March Ahead. Con esta noticia también fue subido un clip de una canción nueva, con Caleb Shomo, donde hacia voces claras y guturales. Durante su actual gira, Sean Mackowski de My Ticket Home reemplazó a Franck, según Andrew Wetzel, Mackowski y Shomo se turnan para hacer las distintas voces, a la vez, se anunció que Shomo haría ambas voces en un nuevo álbum.
El video de Smokahontas fue lanzado el 21 de enero de 2011, aunque cuenta con la aparición de Franck, ya que fue grabado antes de su salida, fue dirigido por Thunder Down Country Films. El video cuenta con cameos de Sean Mackowski (de My Ticket Home) y Cody Anderson (exvocalista de In Fear and Faith). Attack Attack! estuvo presente en el Warped Tour del año 2011.

### This Means Wary separación (2012-2013)
En marzo comenzaron los rumores de que el productor John Feldmann ya estaba grabando un nuevo álbum con la banda. Aunque luego se anunció que este trabajó en las nuevas canciones de la banda, que fueron lanzadas en la edición deluxe del álbum homónimo, siendo lanzado el 19 de julio de 2011, con cuatro nuevas canciones, dos acústicas y dos remixes. El sencillo Last Breath fue lanzado el 7 de junio, para promocionar este trabajo. La banda lanzó un nuevo álbum el 17 de enero de 2012 llamado "This Means War" y el sencillo se titulaba "The Motivation".
Es el único álbum con Caleb Shomo hace ambas voces donde canta y grita después de la salida del excantante y el guitarrista Johnny Franck
El álbum recibió críticas generalmente mixtas de los críticos de música , con un poco de elogiar como una mejora sobre el material anterior de la banda, mientras que otros criticaron el uso de la fórmula . Desde entonces se ha convertido en el álbum más exitoso comercial de la banda hasta la fecha , alcanzando el número 11 en el Billboard 200, vendiendo más de 17 000 copias en su primera semana .
El 22 de abril de 2013, Attack Attack! anunció su separación definitiva mediante un comunicado escrito por Andrew Whiting y Andrew Wetzel a través del Facebook oficial de la banda.

### Regreso y varios lanzamientos de EPs (2020-2024)
El 19 de octubre de 2020, se confirmó que la banda se había reunido y había estado en el estudio con el productor Joey Sturgis escribiendo nuevo material. Posteriormente se confirmó que la nueva formación estaría compuesta por los miembros originales Andrew Wetzel y Andrew Whiting, además de los nuevos miembros, el bajista Jay Miller y el vocalista Chris Parketny. El periodo de Miller fue breve y fue rápidamente reemplazado por Cameron Perry.
El 20 de abril de 2021, Attack Attack! lanzó un sencillo titulado "Kawaii Cowboys". Presenta una mezcla de estilos country, J-pop y metalcore. El 30 de abril, la banda lanzó una nueva canción titulada "Brachyura Bombshell". En octubre de 2021, el grupo lanzó su segundo EP Long Time, No Sea. De marzo a abril de 2022, la banda realizó la gira East Coast Scuttle con la colaboración de Conquer Divide, Until I Wake y Across the White Water Tower. En octubre y noviembre de 2022, co-encabezaron la gira Level Up con Electric Callboy.
El 16 de mayo de 2024, Attack Attack! lanzó un nuevo sencillo titulado "Concrete". El 14 de junio, la banda lanzó otro sencillo titulado "Disaster". Estos dos sencillos fueron compuestos antes de la salida de Whiting, quien recibió créditos de composición por ambas canciones.
El tercer sencillo, titulado "Blood On The Walls", se lanzó el 12 de julio y, al igual que los otros dos, Whiting recibió créditos de composición. El cuarto sencillo, "We All Meet Up In The End", se lanzó el 23 de agosto junto con el anuncio del nuevo EP titulado "Disaster", que se lanzó el 20 de septiembre de 2024.

### Attack Attack II(2025–presente)
El 2 de mayo de 2025, se especuló que Chris Parketny, Cameron Perry y Ryland Raus dejarían la banda, siendo Wetzel el único miembro restante. Con este anuncio, Wetzel anunció que su nuevo álbum Attack Attack! II, se lanzará el 8 de agosto. El primer sencillo, "Dance", junto con "Chainless", se lanzó el 9 de mayo, revelando que Parketny, Perry y Raus no han abandonado la banda.

## Estilo
Attack Attack! es una banda de post hardcore y metalcore, con influencias de la música electrónica, esta mezcla es conocida como electronic hardcore. Aunque también mezcla los estilos screamo, emo, techno, rock alternativo/electrónico, crunkcore y electrónica, en algunas canciones de sus dos álbumes de estudio. Esta combinación, en lo general cuenta con características distintas, ya que en Attack Attack la música incluye Auto-Tune, influencias de techno, breaks y solos de sintetizadores, a su vez, pesadas guitarras y voces guturales.

## Miembros
| - Andrew Wetzel - batería (2005-2013, 2020-presente), teclados (2005-2008, 2012-2013, 2020-presente) - Christopher Parketny - voces (2020–presente) - Cameron Perry - bajo, coros (2021–presente) - Ryland Raus – voz limpia, guitarra (2022-presente, 2021-2022 de gira) - Sean Mackowski – voz limpia, guitarra rítmica (2010–2012) - Jeremy Gilmore – voz gutural (2013) - Sean Bell – guitarra rítmica, coros (2013) | - Ricky Lortz - voz limpia, guitarra rítmica, (2005-2007) - Nick White - bajo (2005-2007) - Austin Carlile - voz gutural (2005-2008) - Andrew Whiting - guitarra solista (2005-2013, 2020-2023) guitarra rítmica (2010-2013, 2020-2022), teclados (2005-2008, 2012-2013, 2020-2023), bajo (2012) - Johnny Franck - voz limpia, guitarra rítmica (2008-2010) - Nick Barham - voz gutural (2008-2009) - Caleb Shomo - voz gutural (2009-2012), voz limpia, guitarra rítmica (2010-2012), teclados (2008-2012), coros (2008-2009) - John Holgado - bajo (2007-2013), coros (2009-2013) - Phil Druyor - vocalista (2012-2013) - Tyler Sapp - bajo (2012-2013) - Jay Miller - bajo, coros (2020–2021), voz gutural (2013, de gira) |

## Discografía
Álbumes de estudio
- 2008: Someday Came Suddenly
- 2010: Attack Attack!
- 2012: This Means War
- 2025: Attack Attack! II

### Álbumes de estudio/EP
| Año  | Detalles                                                                                        | Chart   | Chart    | Chart   | Chart     | Chart   |   |
| Año  | Detalles                                                                                        | Top 200 | US Indie | US Heat | US Modern | US Rock |   |
| ---- | ----------------------------------------------------------------------------------------------- | ------- | -------- | ------- | --------- | ------- | - |
| 2009 | If Guns Are Outlawed, Can We Use Swords? (EP) - Lanzado:2008 - Casa discográfica: Independiente | —       | —        | —       | —         | —       |   |
| 2009 | Someday Came Suddenly - Lanzado: 11 de noviembre de 2008 - Casa discográfica: Rise              | 193     | 25       | 9       | —         | —       |   |
| 2010 | Attack Attack! - Lanzado : 8 de junio de 2010 - Casa discográfica: Rise                         | 26      | 1        | —       | 5         | 6       |   |
| 2012 | This Means War - Lanzado : 17 de enero de 2012 - Casa discográfica: Rise                        | 11      | 2        | —       | 4         | —       | 4 |

### Videos musicales
| Año  | Canción             | Director                   |
| ---- | ------------------- | -------------------------- |
| 2009 | "Stick Stickly"     | DecembersEdge Fimls        |
| 2009 | "Stick Stickly"     | DecembersEdge Fimls        |
| 2009 | "Dr. Shavargo Pt.3" | —                          |
| 2011 | "Smokahontas"       | Thunder Down Country Films |
| 2012 | "The Wretched"      |                            |
| 2012 | "The Motivation"    |                            |
| 2012 | "The Revolution"    |                            |